# Karl Gustav Fellerer

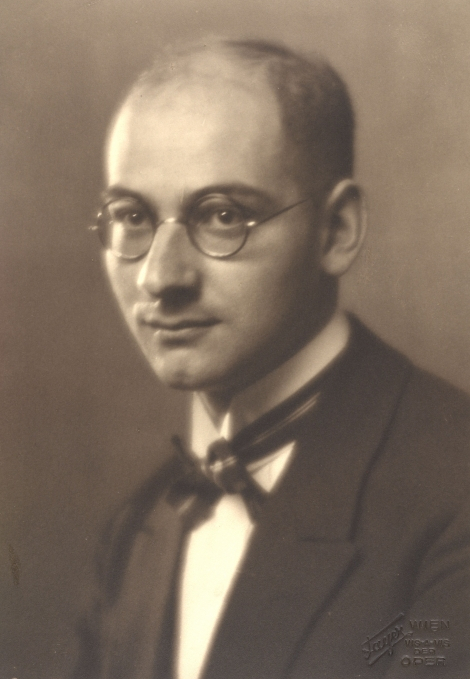
Fellerer, 1927

Karl Gustav Fellerer (* 7. Juli 1902 in Freising/Bayern; † 7. Januar 1984 in München) war ein deutscher Musikwissenschaftler.

## Leben
Nach dem Abitur studierte Fellerer zunächst an der Kirchenmusikschule Regensburg, dann an der Universität München, wo er Schüler von Joseph Haas war. Dann in Berlin schloss er 1925 sein Studium mit der Promotion zum Dr. phil. ab. Anschließend war er nach der Habilitation zunächst Privatdozent an der Universität Münster. 1932 bekam er einen Ruf an die Universität Freiburg/Schweiz und wurde dort 1934 ordentlicher Professor.
Als Student wurde Fellerer jeweils Mitglied von katholischen Studentenverbindungen, in Regensburg bei der Agilolfia, bei der Ottonia München, dann bei der Südmark München und der Isaria-Freising, in Berlin bei der Askania-Burgundia. In Freiburg/Schweiz wurde er Ehrenphilister der Carolingia-Fribourg, alle im Kartellverband, dem er zeitlebens die Treue hielt.
1939 wurde Fellerer als Professor an die Universität zu Köln berufen und wurde dort Direktor des Musikwissenschaftlichen Instituts. Fellerer hatte eine große Nähe zum Nationalsozialismus, er beantragte am 27. Juli 1940 die Aufnahme in die NSDAP und wurde zum 1. Oktober desselben Jahres aufgenommen (Mitgliedsnummer 8.208.711). Fred K. Prieberg beschreibt Fellerers Verhältnis zum NS-Regime als „willfährig“. So bezeichnete Fellerer u. a. 1933 das Horst-Wessel-Lied als „nationales Volkslied“ und rechtfertigte die Kampagne gegen die Jazzmusik als „Besinnung auf wahres Volkstum“. Zudem war er ab 1940 Mitarbeiter beim „Einsatzstab Reichsleiter Rosenberg“ zum Raub „herrenlosen Kulturguts“ von Juden. Das Verhalten Fellerers in der Nazi-Zeit ist im Wesentlichen unstrittig, seine Motive werden jedoch unterschiedlich interpretiert. So hat Fellerer 1941 zur Erforschung des Gregorianischen Chorals die Abtei Solesmes besucht. Dass er in einem LKW der Wehrmacht vorgefahren ist, steht im Widerspruch dazu, dass er das dortige – wertvolle Material – nicht "eingezogen" hat.
Fellerer schrieb für die NS-Zeitschrift Musik im Kriege. Von 1943 bis 1945 war Fellerer Soldat und geriet bei Kriegsende in amerikanische Gefangenschaft. 1947 wurde Fellerer wieder mit der Wahrnehmung der Geschäfte des Musikwissenschaftlichen Instituts der Universität Köln betraut, seine Einsetzung als Professor erfolgte aber erst am 27. Juni 1949 nach Abschluss des Entnazifizierungsverfahrens, denn „das Ministerium in Düsseldorf verlangte einen zusätzlichen Entscheid zur Wiedereinsetzung sämtlicher „kategorisierter Lehrkräfte“ an Universitäten, Fellerer war in Kategorie V – „entlastet“ – eingestuft worden.“
In der Folgezeit förderte er in erheblichem Umfang den weiteren Ausbau des Musikwissenschaftlichen Instituts der Universität, das seitdem eine der größten derartigen Einrichtungen ist. Die Bibliothek wurde umfassend erweitert, es wurden Abteilungen für Musikethnologie und musikalische Akustik eingerichtet. Fellerer hat große Verdienste um die „scientia musicae“ erworben.
In den Jahren von 1956 bis 1958 war Fellerer Dekan der Philosophischen Fakultät, von 1967 bis 1968 war er Rektor der Universität Köln. 1970 wurde Fellerer emeritiert.

## Wirken
Die wissenschaftlichen Arbeiten Fellerers sind sehr zahlreich, mehr als 600 Veröffentlichungen. Seine Forschungen galten vor allem der katholischen Kirchenmusik, der italienischen Musik von 1600 bis zum Beginn des 20. Jahrhunderts sowie der Musikgeschichte des 19. Jahrhunderts. Er hat Monographien über Giovanni Pierluigi Palestrina, Georg Friedrich Händel, Wolfgang Amadeus Mozart und Max Bruch geschrieben. Von 1930 bis 1946 war er Herausgeber des Kirchenmusikalischen Jahrbuchs, ab 1955 auch der Kölner Beiträge für Musikforschung sowie weiterer Periodika.
Fellerer forschte auch über Verbindungen der Musikwissenschaft zur Soziologie, Medizin und Politik. Er beschäftigte sich auch mit der freien Improvisation oder dem Einsatz von Computern in der Musik.
Von 1939 bis 1970 leitete Fellerer ferner das „Collegium musicum vocale et instrumentale“ der Universität.
Fellerer arbeitete für viele wissenschaftliche Gesellschaften und Einrichtungen. Von 1949 bis 1967 war er Präsident der Joseph-Haas-Gesellschaft, von 1951 bis 1975 der Arbeitsgemeinschaft für rheinische Musikgeschichte, von 1973 bis 1976 war er Vorsitzer des Trägervereins des Joseph-Haydn-Instituts in Köln, er leitete seit 1964 den Arbeitskreis Musikgeschichte der Fritz Thyssen Stiftung und von 1971 bis 1980 das Zentralinstitut für Mozartforschung in Salzburg.
Beim WDR war Fellerer von 1967 bis 1972 Vorsitzender des Programmbeirats.

## Ehrungen
Fellerer war ordentliches Mitglied der Rheinisch-Westfälischen Akademie der Wissenschaften in Düsseldorf, korrespondierendes Mitglied der British Academy in London sowie Mitglied der Akademien der Wissenschaft in Kopenhagen und Brüssel. Ihm wurden 1973 das Große Verdienstkreuz des Verdienstordens der Bundesrepublik Deutschland, das Ehrenkreuz für Wissenschaft und Kunst I. Klasse der Republik Österreich und das Komturkreuz des päpstlichen St. Gregoriusordens verliehen, bereits 1968 erhielt er die österreichische Mozart-Medaille.
Zum 60. und 70. Geburtstag Fellerers erschienen jeweils zwei Festschriften.

## Schriften (Auswahl, chronologisch)
Bücher
- Orgel und Orgelmusik. Augsburg, 1929
- Palestrina, 1930. 2. Auflage 1960
- Der Gregorianische Choral, 1936
- Geschichte der Katholischen Kirchenmusik, 1939. 3. Auflage 1972/76
- Deutsche Gregorianik im Frankenreich, 1941
- Edvard Grieg (Unsterbliche Tonkunst), 1942
- Mozarts Kirchenmusik, 1955
- Soziologie der Kirchenmusik, 1963
- Das Problem Neue Musik, 1967
- Der Stilwandel in der abendländischen Musik, 1972
- Der Futurismus in der italienischen Musik, 1977
- Studien zur Musik des 19. Jahrhunderts, 1984 posthum

Aufsätze
- Holland in der europäischen Musik des 19. Jahrhunderts. In: Musik im Kriege, 1. Jg., Heft 3/4 (Juni/Juli 1943), S. 49f.
- Zum Forschungsbereich der Musikwissenschaft. In: Musik im Kriege, 1. Jg., Heft 7/8 (Oktober/November 1943), S. 129f.
- Der Stilwandel in der Musik des 16. Jahrhunderts. In: Musik im Kriege, 2. Jg., Heft 1/2 (April/Mai 1944), S. 16f.

## Nachlass
Briefe von Karl Gustav Fellerer befinden sich im Bestand des Leipziger Musikverlages C. F. Peters im Staatsarchiv Leipzig.